# Michel Grunewald
Michel Grunewald (* 1942) ist ein französischer Historiker.
Er habilitierte sich 1983 an der Universität Metz und arbeitet seit 1987 als Professor am Centre Germaniques Interculturelles de Lorraine (CEGIL) an der Universität Metz.
Zu seinen Forschungsschwerpunkten gehören die deutsch-französischen Beziehungen, konservative und nationalistische Politik in Deutschland und die Rezeption des Nationalsozialismus in Deutschland und Frankreich.

## Monographien
- Klaus Mann 1906–1949. Peter Lang, Bern 1984.
- Moeller van den Brucks Geschichtsphilosophie. 2 Bde., P. Lang, Berne 2000.
- mit Olivier Dard, Uwe Puschner (Hrsg.): Conservateurs, nationalistes, anciens nationaux-socialistes = Konservative, Nationalisten, ehemalige Nationalsozialisten. Brüssel 2020.
- mit Olivier Dard, Reiner Marcowitz, Uwe Puschner: France-Allemagne au XX e siècle – La production de savoir sur l’Autre – Deutschland und Frankreich im 20. Jahrhundert – Akademische Wissensproduktion über das andere Land. 4 Bände, Peter Lang, 2012–2014
- mit Olivier Dard, Uwe Puschner: Confrontations au national-socialisme en Europe francophone et germanophone (1919–1949) / Auseinandersetzungen mit dem Nationalsozialismus im deutsch- und französischsprachigen Europa (1919–1949). 3. Bände, Peter lang, 2017–2019